# Avalon (Musiker)
Avalon (bürgerlicher Name Leon Kane) ist ein britischer Full-On-Psytrance-DJ und -Produzent. Im Juni 2020 verließ er London und lebt seitdem in Portugal.

## Karriere
Avalon begann seine Karriere als DJ im Jahr 2003, da es seiner Aussage nach zu dieser Zeit kaum gute DJs im Vereinigten Königreich zu buchen gab und er es deshalb selber machen wollte.
Er begann produzieren und veröffentlichte im Jahr 2005 seine ersten beiden Tracks Crystalline Phases und Quantum Bits zusammen mit dem aus Brighton stammenden Psytrance-Produzenten Alex Diplock unter dem Projektnamen Reality Grid. Im Mai 2007 veröffentlichte das Duo das Album Reality Check auf dem Label Wildthings Records. 2009 verließ Kane das Projekt Reality Grid.
2010 wurde er bei Nano Records unter Vertrag genommen. Im Jahr 2009 veröffentlichte Avalon dort seine erste EP Avalanche. 2010 folgte sein Solo-Debütalbum Distant Futures. Es enthält 10 Full-On-Psytrance-Tracks, darunter gemeinsame Songs mit den britischen Psytrance-Produzenten DJ Tristan (Tristan Cooke), Dickster (Dick Trevor) und Cosmosis (Bill Halsey) und es wurde vom israelischen Produzenten Ido Ophir gemastert.
Seit dem Jahr 2012 veröffentlichte Avalon zwei Alben zusammen mit Dj Tristan unter dem Projektnamen Killerwatts und seit 2015 zusammen mit dem Psytrance-Projekt Sonic Species (Joe Markendale) ein Album unter dem gemeinsamen Alias Future Frequency.
Er spielte unter anderem auf dem Ozora Festival in Ungarn, dem Boom Festival in Portugal, auf der Tomorrowland in Belgien, auf den A State Of Trance Festivals, dem Electric Daisy Carnival in Las Vegas und dem Burning Man in Nevada.

## ‌ Diskografie (Auswahl)
Alben
- ‌ 2009: als Reality Grid – Reality Check (Wildthings Records)
- 2010: Distant Futures (Nano Records)
- 2012: The Remixes Volume One (Nano Records)
- 2017: The Remixes Volume Two (Nano Records)
- 2019: Rise (Nano Records)
- 2022: Rise (The Remixes) (Nano Records)

EPs
- 2009: Avalanche (Nano Records)
- 2010: Session One (Nano Records, mit Mr Peculiar)
- 2011: Session Two (Nano Records, mit Sinerider)

Singles
- 2018: Avalon & Burn In Noise – Time And Space (Spirit Architect Remix) (Dacru Records)
- 2019: Avalon & Azax – Universal (VII)